# 秀蛺蝶屬
秀蛺蝶屬（學名：Pseudergolis）是蛺蝶科秀蛺蝶亞科中的一屬。共有2個物種。

## 物種
- 指名秀蛺蝶 Pseudergolis avesta
- 秀蛺蝶 Pseudergolis wedah